# ロベルト・カネッサ
ロベルト・カネッサ（Roberto Canessa, 1953年1月17日 - ）は、ウルグアイ空軍機571便遭難事故の16人の生還者のひとりである。

## 墜落事故
1972年10月13日の事故当時、19歳だったカネッサは医学生で、事故後、生存のための手段として人肉食を行うしかないと他の生存者に提案した。カネッサは最終的にナンド・パラードと共に、高度4,200メートルの墜落現場から12月12日に出発、厳寒の山脈を10日間かけて救援を求めて下山し、12月22日、チリ人のセルヒオ・カタラン (Sergio Catalan) に助けを求めた。

## ウルグアイ大統領選挙
カネッサは1994年度ウルグアイ大統領選挙 (en) に出馬したが、フリオ・マリーア・サンギネッティ・コイローロ (en) に敗れ落選した。

## 出演
- 2006年 - Alive: Back to the Andes（イギリス、TVシリーズ、本人役）[1]
- 1993年 - Alive: 20 Years Later（映画、本人役）[2]